# 植村清二
植村 清二（うえむら せいじ、1901年1月30日 - 1987年5月27日）は、日本の東洋史学者。実兄は作家の直木三十五。

## 経歴
1901年、大阪市で父惣八、母しづの次男として大阪市南区内安堂寺町通に生まれる。父は古着屋であった。1908年4月、大阪市桃園第一尋常小学校に入学。1913年4月には大阪府立天王寺小学校に入学。1919年4月、山口高等学校（文科乙類）に入学。1922年4月、東京帝国大学文学部東洋史学科に入学。1923年7月には華北を旅行する。学生時代は近藤健一から奨学金を与えられていた。1925年、東京帝国大学文学部東洋史学科卒業。
卒業後は、母校の東京帝国大学文学部東洋史学科副手に採用される。1926年からは東京府立第五中学校講師に就く。1938年、松山高等学校教授となった。1932年12月24日、母しづが死去。1934年2月24日には兄宗一（直木三十五）が死去。1938年には父が死去。1941年、新潟高等学校教授となる。講義は博大な学殖と巧みな話術を駆使し、滔々としてよどみなく、聴く人を魅了したといい、松山高等学校、新潟高等学校時代は旧制高校最後の名物教授であった。軍国主義の時代に反対しそれゆえ、新潟高校に転勤した。
終戦後の1946年6月5日、妻が死去。1949年、新潟大学人文学部教授となった。1965年に新潟大学を定年退官し、名誉教授となる。その後は1966年より国士舘大学文学部教授となり、1986年までつとめた。1987年5月27、東京新宿の聖母病院にて死去。

### 職歴[1]
- 1925年4月 - 東大文学部東洋史学科副手に就任。
- 1926年3月 - 東京府立第五中学校講師に就任。
- 1928年3月 - 松山高等学校教授に就任。
- 1941年 - 新潟高等学校教授に就任。
- 1949年 - 新潟大学人文学部教授に就任。
- 1958年4月 - 新潟大学人文学部長に就任。（-1961年3月）
- 1965年3月 - 新潟大学を退職。神奈川県逗子市に転居。新潟大学名誉教授。
- 1966年 - 国士舘大学文学部教授、東京女学館短期大学教授に就任。
- 1986年 - 国士舘大学退職。

## 受賞・栄典
- 1972年：勲三等旭日中綬章受章。

## 研究内容・業績
- 昭和20年（1945年）4月の講義で「戦後はアメリカを中心とする諸国とソビエトを中心とする諸国の対立とあらゆる植民地の解放と独立がある」と予言した。特別な情報を得ているわけでなく、新聞を透徹した歴史家の眼でみての予言であった[2]。
- 戦後はマルクス主義に反対した。年老いてからインドやソビエトなどの外国旅行に精力的に出かけた。「アジアの帝王たち」など多くの著作を残した。

## 著書
- 『万里の長城』 創元社（創元選書）1944／「万里の長城　中国小史」中公文庫 1979、新版2003
- 『国史新話』 大学書房 1949
- 『アジアの帝王』 洋々社 1956／「アジアの帝王たち」中公文庫 1988
- 『神武天皇－日本の建国』 至文堂（日本歴史新書）1957、増補版1973／中公文庫 1990
- 『世界の歴史 巻1 中国史十話』 中村書店 1959／「中国史十話」中公文庫 1992
- 『楠木正成』 至文堂（日本歴史新書）1962、増補版1966／中公文庫 1989
- 『諸葛孔明』 筑摩書房（グリーンベルト新書）1964／中公文庫 1985／ちくま文庫 2011
- 『教養としての中国史』 講談社現代新書 1965 - 重版多数
- 『大世界史3　万里の長城』 文藝春秋 1967
- 『歴史と文芸の間』 中央公論社 1977／中公文庫 1979
- 『丸善百年史 上巻』丸善出版 1980 -「第一編」担当[3]

## 家族・親族
- 父：植村惣八。父は寺子屋しかでていない大阪の古着屋であった。
- 母：植村しづ。母の弟は医師になったが夭折した。
- 兄：宗一。10歳はなれており43歳で病没した。
- 妻：井上房枝(～1946)。1932年12月27日に結婚。
- 長女：真弓(1935～)。
- 長男：植村鞆音(1938～)。
- 二女：美鈴(1940～)。

### エピソード
- 兄は傲岸不遜の大衆作家直木三十五、弟清二は勤勉実直の歴史学者といわれたが、幼少期の性格は逆であったという[4]。父は多くの本を買い与えたが、両者ともよく本を読んだ。清二の読書量は膨大で、作文力も中学校の校長を驚嘆させたという。
- 妻は戦後すぐ亡くなったが、再婚せず一男二女の子供との家庭生活を大事にした。
- 戦後の生活には苦労したが、新聞などに書くことが多くなり、また多くの本を執筆した。
- 興業組合と佐渡汽船の顧問となり、大量の鰤や牡蠣を貰ったという。
- 家庭では生野菜を食べない大食漢であり、体重は90kgあったという。
- 趣味は読書と碁で、新潟大学学部長時代には部長室に碁盤を持ち込んだ。1971年には、囲碁三段（日本棋院）に昇段。後に、碁の木谷九段一門と親しく交遊した[5]。

## 回想・伝記
- 『追想 植村清二』（草風館、1990）、私家版（限定200部）
- 植村鞆音『歴史の教師　植村清二』（中央公論新社、2007）、子息による評伝